# فرانك فريزر
فرانك فريزر (بالإنجليزية: Frank Frazier)‏ هو لاعب كرة قدم أمريكية أمريكي، ولد في 15 يونيو 1960 في تامبا في الولايات المتحدة، وتوفي في 3 نوفمبر 2000.

## وصلات خارجية
- فرانك فريزر على موقع مرجع كرة القدم المحترفة.كوم (الإنجليزية)